# 古代オリエント

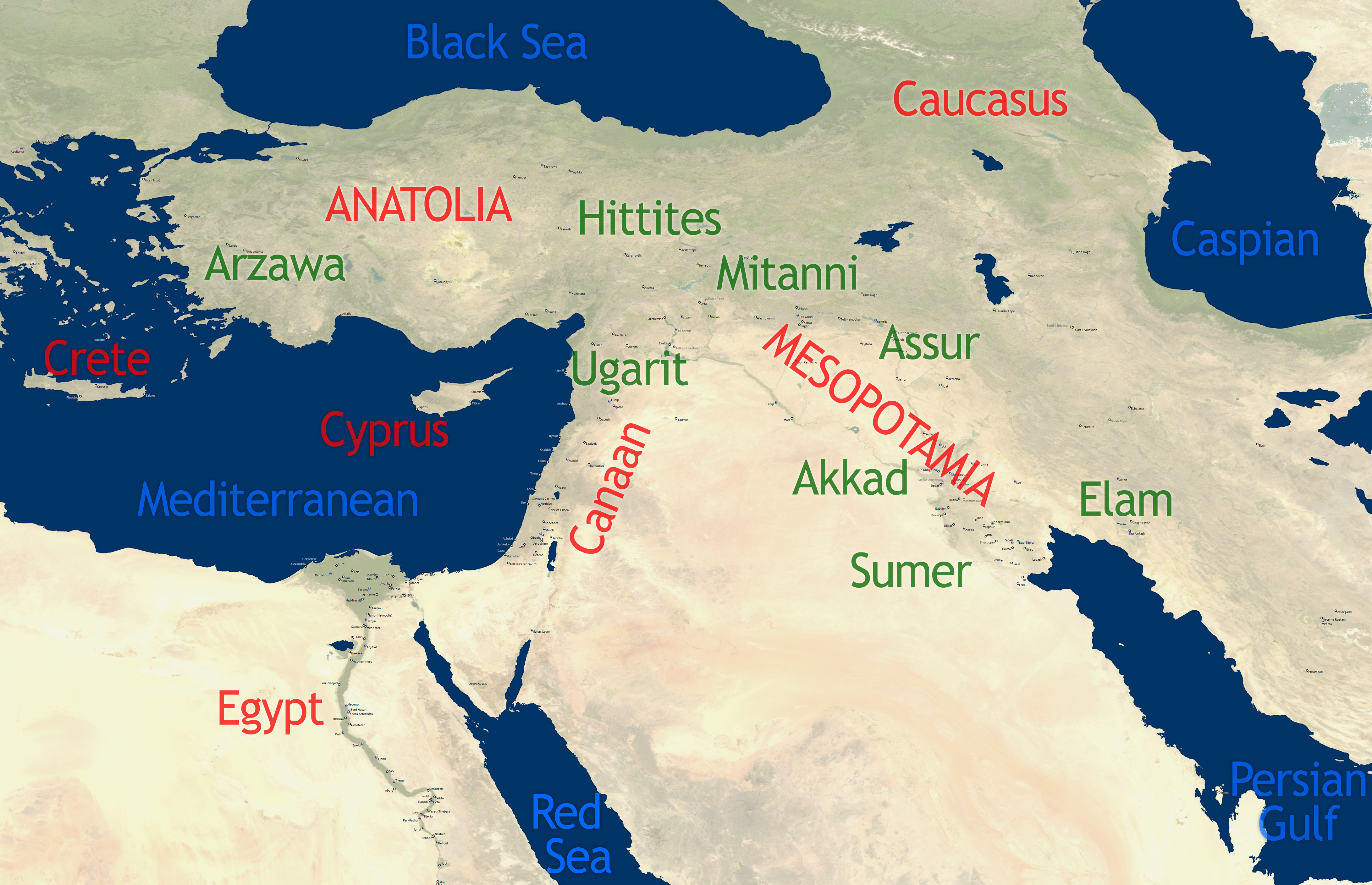
古代オリエント

古代オリエント（こだいオリエント、Ancient Orient）とは、現在の中東地域に興っていた古代文明である。これらには、古代エジプト、古代メソポタミア（現在のイラクやシリア）、古代ペルシア（現在のイランやアフガニスタン）などが含まれており、大体の時期としてはシュメールが勃興していた紀元前4千年紀から、アレクサンドロス3世（大王）が東方遠征を行なっていた紀元前4世紀頃までが相当している。